# Die Jagdgesellschaft (Drama)
Die Jagdgesellschaft ist ein Drama von Thomas Bernhard. Es  wurde am 4. Mai 1974 am Burgtheater Wien uraufgeführt. Regie führte Claus Peymann. Bühnenbildner war der deutsche Opernregisseur Karl-Ernst Herrmann.

## Inhalt

### Vor der Jagd
Die Generalin und der Schriftsteller unterhalten sich, Themen sind russische Dichter, die Konzentrationsschwierigkeiten des Schriftstellers sowie seine Methode, bei Anspannung die Generalin zu endlosen Partien Siebzehn und Vier zu zwingen, jedoch das Spiel zu verweigern, wenn die Generalin Lust dazu verspürt. Es stellt sich heraus, dass das komplette Waldstück wegen Borkenkäferbefall abgeholzt werden muss. Dem General ist das Ausmaß des Befalls nicht bewusst, da er am Grauen Star leidet, außerdem ist er an einer wahrscheinlich tödlichen Krankheit erkrankt.
Zum Ende der Szene erscheinen der General, seine Minister, Prinz und Prinzessin. Gutgelaunt stellt er den Schriftsteller vor und fordert zum Essen auf.

### Während der Jagd
Generalin und Schriftsteller spielen Siebzehn und Vier, die Generalin gewinnt. Es stellt sich heraus, dass der General in Stalingrad gekämpft hat und dort seinen Arm verlor. Das Gespräch dreht sich zunächst um den General, den beide zu verachten scheinen, um den Tod und die permanente Selbsttäuschung der Menschen, dann schließlich um den General, der von seinen Ministern unter Druck gesetzt werde. Gegen Ende der Szene fallen gelegentlich Schüsse, die Glückssträhne der Generalin endet, der Schriftsteller gewinnt das Spiel.

### Nach der Jagd
Die Jagdgesellschaft ist von einer erfolgreichen Jagd zurückgekehrt, der General lobt den Prinzen, der sich um das Gut kümmert, seine Frau, deren Lyrik an der Schule gelehrt wird, selbst den Holzknecht Asamer, der außerdem als Mesner und Totengräber arbeitet. Nach einer kurzen Erwähnung des Theaters, das er verachtet, kündigt der General eine Entscheidung an: angesichts seiner Krankheit wurde ihm demnach der Rücktritt nahegelegt, selbst vermutet er den Grund indessen in seiner „politischen Unzuverlässigkeit“. Er wendet sich an den Schriftsteller, der wiederum von einer Betrachtung der Interessenlosigkeit und dem Zustand der gesamten Existenz als „Todeskrankheit“ übergeht zu einer kaum verklausulierten Darstellung der Situation: dass der General am Star und einer tödlichen Krankheit leidet, zum Rücktritt gezwungen werden soll und überdies der Borkenkäfer den Wald befallen hat.
Der Schriftsteller geht über zu seinen Beobachtungen des Generals, der demnach noch immer regelmäßig von erfrorenem Wild im Wald an Stalingrad und die dort gefallenen und erfrorenen Soldaten erinnert wird und zieht die Parallele zu General Paulus, der vor der Aufgabe Stalingrads von Hitler zum Generalfeldmarschall ernannt wurde in der Annahme, er werde sich umbringen, stattdessen ging er in die Gefangenschaft. Währenddessen verließ der General die Gesellschaft, nebenan fällt anschließend ein Schuss. Mit der Leiche des Generals und dem von draußen einsetzenden Lärm der Holzfäller, die den Wald umlegen, endet das Stück.

## Hintergrund zur Uraufführung
Thomas Bernhard widmete sein Stück Bruno Ganz. Dieser sollte nach Bernhards Wunsch den medizinischen Schriftsteller geben. Tatsächlich hatte sich Ganz für diesen Anlass von seinen Verpflichtungen bei der Schaubühne in Berlin freigekämpft. Nach Bernhards Erzählungen aber seien die Burgschauspieler dagegen aufgestanden und hätten gesagt: Der kommt uns nicht ans Burgtheater! Paula Wessely wiederum, die als Generalin vorgesehen war, wollte ausschließlich mit Ganz spielen. Er selbst, sagte Bernhard, hätte einen „stumpfsinnigen Vertrag“ gehabt, dass er nicht mehr aussteigen konnte. Peymanns Inszenierung fand schließlich mit Joachim Bissmeier (Schriftsteller) und Judith Holzmeister (Generalin) statt. Werner Hinz spielte den General.

## Text
- Thomas Bernhard: Die Jagdgesellschaft. Suhrkamp, Frankfurt am Main 1974 (Erstausgabe)